# 诺维棘隙吸虫
诺维棘隙吸虫（学名：Echinochasmus novalichesensis）为棘口科棘隙属的动物。分布于菲律宾以及中国大陆的河北白洋淀等地，营寄生生活，宿主Hypotaenidia torquata（菲律宾）、斑头秋沙鸭（北京）、秋沙鸭（北京）以及 寄生于肠。